# Cladium chinense
Cladium chinense là một loài thực vật có hoa trong họ Cói. Loài này được Nees mô tả khoa học đầu tiên năm 1835.

## Hình ảnh

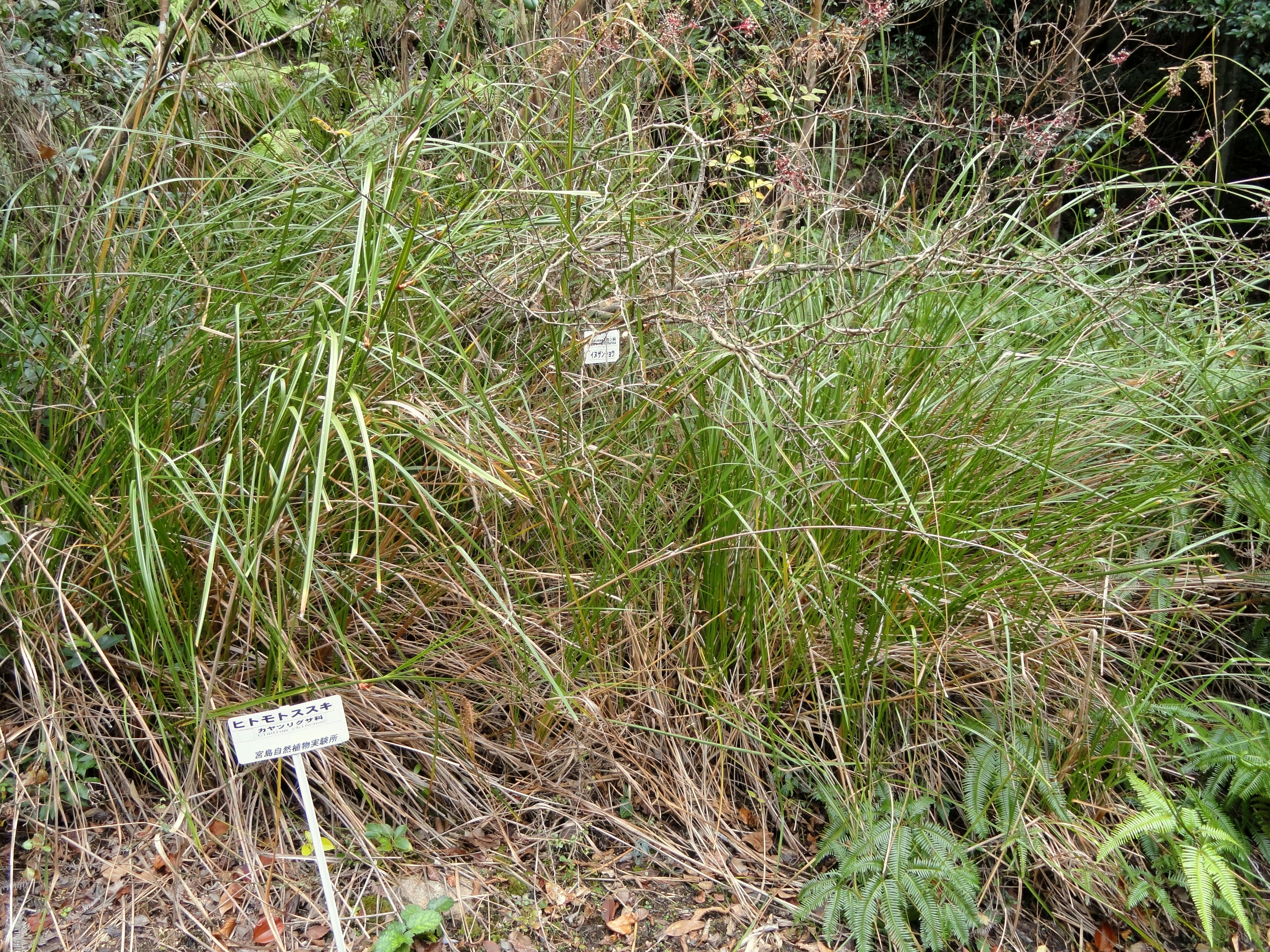